# Amacuzac
Amacuzac är en ort i Mexiko.   Den ligger i kommunen Amacuzac och delstaten Morelos, i den sydöstra delen av landet, 100 km söder om huvudstaden Mexico City. Amacuzac ligger 922 meter över havet och antalet invånare är 5 368.
Terrängen runt Amacuzac är kuperad åt sydväst, men åt nordost är den platt. Runt Amacuzac är det ganska tätbefolkat, med 104 invånare per kvadratkilometer. Närmaste större samhälle är Puente de Ixtla, 5,7 km öster om Amacuzac. Omgivningarna runt Amacuzac är en mosaik av jordbruksmark och naturlig växtlighet.